# Joan Vilella Puig
Joan Vilella Puig   (Barcelona, 1892 - Reus, 1960) va ser un empresari de família reusenca i amb activitat centrada a Reus, però nascut incidentalment a Barcelona.
Fill de Joan Vilella Estivill, va destacar en els àmbits comercials i industrials i fou accionista principal de «La Pensilvania», empresa de petroli creada pel seu avi, Joan Vilella Llauradó, i va fundar a Reus la companyia de transport de viatgers «La Hispània», que tenia a més una flota de camions cisterna per distribuir el petroli de «La Pensilvania». Amb el seu cunyat Pau Gasull, va dedicar-se un temps a la comercialització d'oli d'oliva. L'any 1920 va fundar amb el seu germà Gaietà la «Banca Juan i Cayetano Vilella» amb seu al carrer del Dr. Robert. El 1950 va esdevenir la Banca Vilella amb seu al carrer de Llovera fins que la va absorbir el Banco de Vizcaya. Va fer donacions al Centre de Lectura, a l'Orfeó Reusenc i a l'Ajuntament. Amb el seu germà va impulsar la col·lecció de llibres «Edicions de la Rosa de Reus». Era Cavaller de la Legió d'Honor francesa. Als darrers anys vivia a Barcelona, on va morir. La ciutat de Reus li va dedicar un carrer.